# 大犬座σ
大犬座σ（σ CMa）又稱弧矢增二，是一顆位于南天星座大犬座的恒星。它距离地球大约1217光年，视星等3.43。

## 物理性質
大犬座σ是个恒星分类K4 III的超巨星。这种类型的恒星是在恒星演化的晚期，已经耗尽了核心的氢，半径膨胀成太阳的399倍。这顆恒星的半径几乎是地球到太阳的平均距离2倍（1.86天文單位）。它發出的光度是太阳的20,000倍，表面温度为3,710 K，使他成为一个发出橙红色光的M型星。
它被归类为不规则变星，亮度变化为3.43-3.51等。该星的磁场强度在1高斯以下。这是一个怀疑的Collinder 121疏散星团的成员，但是后来发现并不是。

## 超新星
大犬座σ被科學家列為是II型超新星候選之一。一旦儀器測量到該恆星發出中微子，將被認為是超新星爆炸開始的警報。

## 名稱
在中国星官系统中，大犬座σ被称为弧矢增二。